# Ozyptila gertschi
Ozyptila gertschi es una especie de araña cangrejo del género Ozyptila, familia Thomisidae.

## Distribución
Esta especie se encuentra en América del Norte, Europa y Rusia (Lejano Oriente).